# CAMM (módulo de memoria)
Las CAMM (Compression Attached Memory Module) es un factor de forma de módulo de memoria que utiliza un matriz de contactos en rejilla (LGA), desarrollado por Dell por el ingeniero Tom Schnell como reemplazo para los DIMM y SO-DIMM que usan conectores de borde y habían estado en uso durante unos 25 años. Los primeros SO-DIMMs fueron introducidos por JEDEC en 1997.
CAMM fue creado para superar las limitaciones técnicas de los DIMM tradicionales con conectores de borde. El módulo CAMM permite trazos más cortos en la placa base en comparación con SO-DIMM, lo que permite que la memoria funcione con menos energía y a mayores velocidades. El módulo de memoria se presiona y se mantiene en su lugar contra una barra con contactos de pines en matriz de rejilla que se conectan a la placa base.
Las ventajas de CAMM incluyen menor grosor, permite módulos reemplazables de LPDDR, velocidades más rápidas por encima de 6400 MT/s, mayores capacidades de hasta 128 GB por módulo y mayor ancho de banda de memoria. Las desventajas son que no se puede montar sin herramientas y utiliza tornillos. Los sistemas con memoria CAMM ya instalada no se pueden expandir agregando módulos CAMM adicionales de la misma manera que se pueden agregar dos DIMMs junto a dos DIMMs existentes para expandir la memoria total del sistema. En su lugar, se debe reemplazar todo el módulo CAMM por uno de mayor capacidad. Por lo tanto, CAMM puede ser beneficioso para portátiles y sistemas ITX.
El número total de puntos de contacto de la interfaz de CAMM es 616 (44 por fila multiplicado por 14 filas).

## Historia

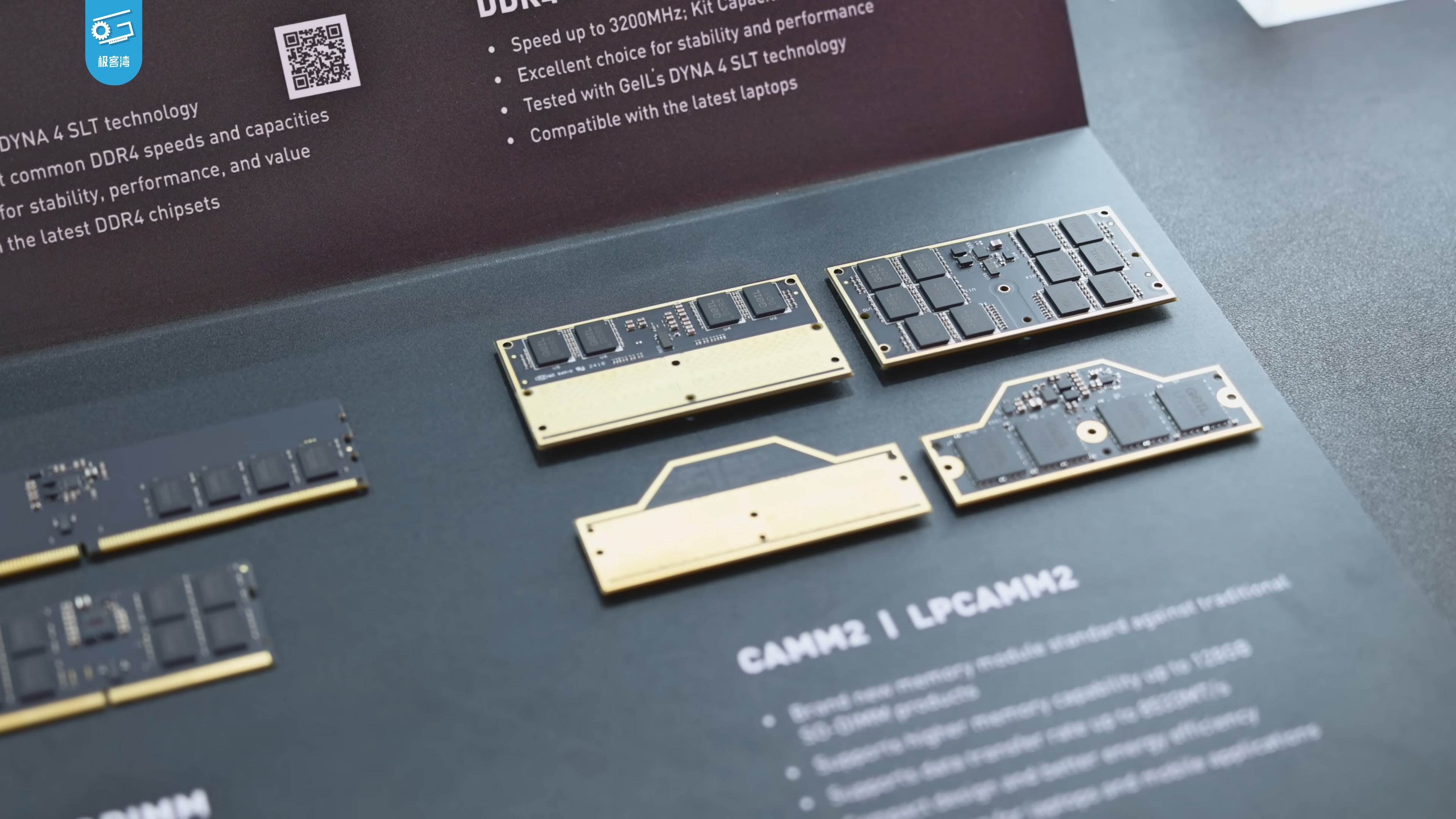
RAM CAMM2 (arriba) y LPCAMM2 (abajo) expuestos en la Computex 2024

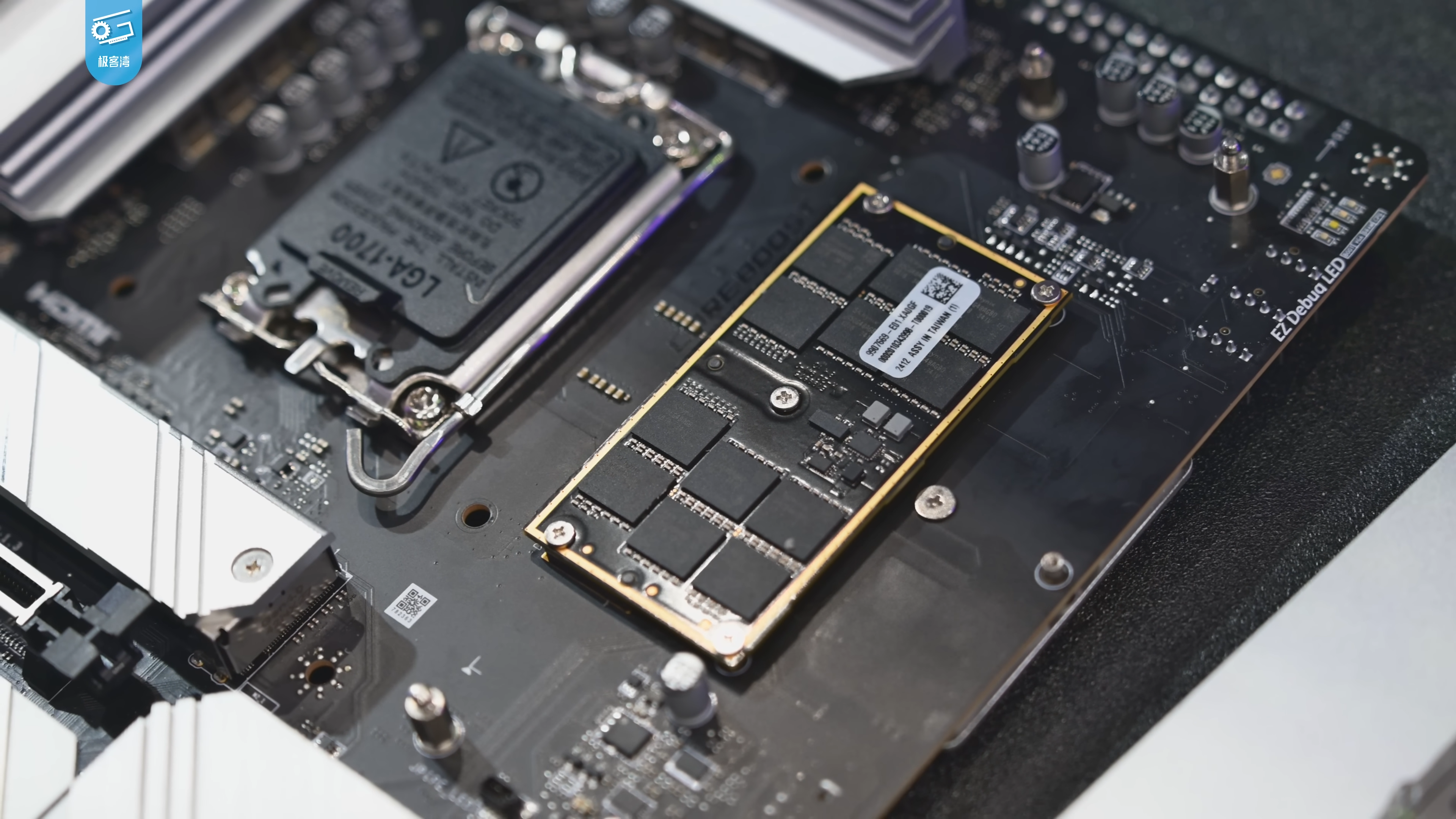
RAM CAMM2 instalado en la placa base MSI Z790 Project Zero Plus

En abril de 2022, Dell lanzó portátiles de la serie Dell Precision 7000 que utilizaban un factor de forma personalizado de CAMM para DDR5 SDRAM.
En junio de 2023, ADATA mostró un diseño actualizado del módulo de memoria CAMM, que luce diferente (y más compacto) que el diseño de Dell de 2022.
La especificación Compression Attached Memory Module fue finalizada y publicada por JEDEC como CAMM2 el 5 de diciembre de 2023.
La primera computadora y portátil en utilizar módulos de memoria CAMM2 es el Lenovo ThinkPad P1 Gen 7 lanzado en abril de 2024.
En mayo de 2024, MSI anunció la primera placa base para consumidores con soporte CAMM2, la Z790 Project Zero Plus.
En la Computex 2025, varias empresas presentaron productos CAMM2. Principalmente, Gigabyte mostró nuevas placas base, en las que varios fabricantes de RAM demostraron sus nuevos módulos: G.Skill mostró kits prototipo de 5300 MHz (DDR5-10600), Kingston mostró kits de 32-128 GB de su línea "Fury Impact". TeamGroup también demostró kits CAMM2 de 4000 MHz (DDR5-8000).